# Аєдоницький Павло Кузьмович
Павло́ Кузьми́ч Аєдони́цький (19 серпня 1922, Троїцьке — 18 березня 2003, Москва) — російський композитор. Народний артист РРФСР з 1984 року.

## Біографічні відомості
Дитинство та юність минули в Нижньому Новгороді (Горькому). Тут Аєдоницький закінчив історико-теоретичне відділення музичного училища та 1941 року вступив до медичного інституту. Через воєнну потребу курс інституту скоротили до трьох років, тож 1944 року молодий лікар Аєдоницький почав військово-медичну службу на плавучому евакошпиталі на теплоході «Карл Лібкнехт», який курсував Волгою.

### Родина
Син Олексій Павлович Аєдоницький — також композитор.

## Творчість
Автор понад 200 пісень, музики до 60 спектаклів і кінофільмів, дитячої оперети «Ріпка», вокально-симфонічної сюїти «Юні цілинники», оркестрових і хорових творів.